# Eduard Pickford
Eduard Middleton Pickford (* 12. November 1823 in Heidelberg; † 18. März 1866 in Karlsruhe) war ein deutscher Volkswirt und Politiker. Er war Abgeordneter in der Zweiten Kammer der Badischen Ständeversammlung (1863–1866).

## Leben
Als Sohn eines aus Manchester stammenden Fabrikanten machte er nach dem Besuch der Schule in Hanau und der Handelsschule in Leipzig eine Ausbildung zum Großkaufmann in Lyon. Nach seinem Abitur 1844 in Heidelberg studierte er bis 1846 Kameralwissenschaften in Heidelberg, wo er 1845 Mitglied der Burschenschaft Teutonia Heidelberg wurde. 1847 wurde er zum Dr. phil. promoviert und habilitierte sich 1849. Von 1850 bis 1860 war er Privatdozent für Staatswissenschaften an der Universität Heidelberg. Beim ersten Kongreß deutscher Volkswirte im Jahre 1858 wurde er in die „Ständige Deputation“ des Kongresses gewählt. 1863 war er Mitgründer des Heidelberger Arbeiterbildungsvereins. Im selben Jahr wurde er, ebenso wie 1865 als Abgeordneter der Stadt Heidelberg in die Zweite Kammer der Badischen Ständeversammlung gewählt. Er war einer der Führer der Badischen Volkspartei. 1857 und 1858 war er Mitherausgeber der volkswirtschaftlichen Zeitschrift Germania und ab 1858 der Volkswirthschaftlichen Monatsschrift. 1860 gründete er die Volkszeitung für Süddeutschland. 1863 zog er nach Konstanz, wo er Redakteur der Konstanzer Zeitung wurde.

## Veröffentlichungen (Auswahl)
- Beleuchtung des von Abgeordneten des Deutschen Handwerkerstandes zu Frankfurt a. M. ... beschlossenen Entwurfs einer allgemeinen Handwerker und Gewerbe-Ordnung für Deutschland. Heidelberg 1849.
- Volkswirthschaftliche Monatsschrift. Erlangen 1858–1859. (als Herausgeber)
- Einleitung in die Wissenschaft der Politischen Oekonomie. Frankfurt am Main 1860.
- Ueber die Freiheit. Frankfurt am Main 1860. (Zusammen mit John Stuart Mill)